# Ivolga
Ivolga Holding ist ein Agrarkonglomerat in Russland und Kasachstan, und galt um 2010 als der damals größte landwirtschaftliche Betrieb der Welt.
Ivolga gehört dem kasachischen Oligarchen Wassili Rosinow, der ab 1992 eine Weizenhandel aufbaute, und begann um 2002 auch nach Russland zu expandieren. Die Agrarholding besaß um 2010 1,5 Millionen Hektar Land (15.000 km², etwa so viel wie Schleswig-Holstein oder die Steiermark), davon 1 Mio. ha in der nordkasachischen Region Kostanai. Es galt damals als größer als die brasilianische Agrargesellschaft El Tejar.
Das Unternehmen produziert hauptsächlich Weizen, ist aber auch auf dem Sektor Zucker und Rohmilch aktiv, betreibt Landmaschinentechnik und anderes. Um 2010 betrug die Produktion etwa 500–700.000 Tonnen Weizen, und das Konglomerat hatte 50.000 Beschäftigte.
2010 geriet das Unternehmen durch den Verfall der Weizenpreise und die Brandschäden der Hitzewelle des Jahres in Probleme, und wurde zum Verkauf angeboten, der Wert wurde seinerzeit auf etwa ½–1 Milliarde € geschätzt. Die folgenden Abwicklungen sind unklar.
Heute dürfte Ivolga noch immer etwa 500.000 Hektar Land in Russland bewirtschaften und ist dort hinter Prodimex der zweitgrößten Landbesitzer.